# Petar Brajović (generalmajor)
Petar Brajović, črnogorski general, * 15. oktober 1915, † 2000.

## Življenjepis
Leta 1941 je vstopil v NOVJ in naslednje leto v KPJ. Med vojno je deloval v Sloveniji kot poveljnik 1. slovenske artilerijske brigade in 18. divizije
Po vojni je končal šolanje na Višji vojaški akademiji JLA. Upokojen je bil leta 1965.

## Odlikovanja
- Red zaslug za ljudstvo
- Red bratstva in enotnosti